# Centre d'Antropologia Forense de l'estat de Texas
El Forensic Anthropology Center at Texas State (FACTS) és una instal·lació d'investigació d'antropologia forense de 26 acres situada al Freeman Ranch a San Marcos, Texas. És una de les set granges de cossos existents als Estats Units i la instal·lació d'investigació forense més gran del món.

## Rerefons
El Departament d'Antropologia de la Universitat Estatal de Texas va encarregar una instal·lació d'investigació en antropologia forense i està sota la direcció de la doctora Michelle Hamilton, antiga alumna del doctor Bill Bass, fundador de la primera granja de cossos. La instal·lació d'investigació forense està totalment operativa i forma part del Forensic Anthropology Center at Texas State (FACTS). La instal·lació forense ha rebut una donació econòmica de més de 100.000 dòlars d'un professor emèrit distingit de la Universitat Estatal de Texas i ha començat la construcció d'un laboratori d'un milió de dòlars contigu per augmentar la instal·lació. El desenvolupament d'aquesta instal·lació ha estat possible gràcies als esforços del Dr. Jerry Melbye, D-ABFA.
Abans de la selecció de la ubicació, les objeccions dels residents locals i del proper aeroport municipal de San Marcos (a causa de la preocupació sobre els voltors) van frenar el pla. Però el 12 de febrer de 2008, la Universitat Estatal de Texas va anunciar que el seu ranxo Freeman, a la carretera del comtat 213 al nord-oest de San Marcos, seria el lloc de la instal·lació. Els voltors que originalment van crear problemes per a la ubicació de la instal·lació d'investigació han proporcionat una nova àrea d'estudi sobre l'efecte de l'eliminació de voltors en la descomposició humana.
El Forensic Anthropology Research Facility (FARF) és un laboratori d'investigació de la descomposició humana on s'investiguen qüestions relacionades amb escenes de crims a l'aire lliure i taxes de descomposició de restes humanes sota diverses condicions topogràfiques i climàtiques. El FARF serveix com a recurs per als estudiants d'antropologia forense, així com per a les agències estatals i nacionals d'aplicació de la llei. El treball dut a terme aquí tindrà un impacte directe en l'aplicació de la llei i les investigacions forenses a tot l'estat de Texas i més enllà. El Centre d'Antropologia Forense de l'estat de Texas accepta donacions de cossos amb finalitats d'investigació científica d'acord amb la llei Uniform Anatomical Gift Act. Les àrees d'investigació realitzades amb cossos donats inclouran la reconstrucció de l'interval post mortem per determinar el temps transcorregut des de la mort i estudis relacionats sobre la descomposició humana. L'objectiu general d'aquest tipus d'investigació és ajudar els agents de l'ordre i la comunitat medicolegal en les seves investigacions.
Encara que les restriccions pràctiques limiten actualment la instal·lació de recerca d'antropologia forense a només unes set acres al Texas Hill Country, Freeman Ranch té unes 4,200 acres (17 km2) disponible.